# Porfesa Competición
Porfesa Competición was een Spaans autosportteam.

## Geschiedenis
In 2004 maakte Porfesa haar debuut in de World Series by Nissan met Félix Porteiro en Roldán Rodríguez als coureurs. Rodríguez behaalde zijn beste resultaat met een negende plaats in de eerste race op het Circuit Ricardo Tormo Valencia en verliet het team na vijf raceweekenden. Porteiro eindigde regelmatig in de top 10, met een derde plaats in Valencia als hoogtepunt. Voor de laatste drie raceweekenden vertrok hij echter naar het team Epsilon by Graff en liet Porfesa zonder coureurs achter. In het voorlaatste weekend, opnieuw in Valencia, kwam Santiago Porteiro eenmalig uit voor het team en werd vijfde in de eerste race. Porfesa eindigde het seizoen op de negende plaats in het teamkampioenschap met 44 punten. Het keerde niet terug toen het kampioenschap in 2005 de naam veranderde naar Formule Renault 3.5 Series.
Na het seizoen in de World Series by Nissan keerde Porfesa slechts enkele malen terug in de autosport. In 2005 werd er deelgenomen aan de eerste vier raceweekenden van de Eurocup Mégane Trophy met Santiago Porteiro, waarin een zesde plaats in Valencia het beste resultaat was. In 2006 nam het team deel aan het raceweekend in Valencia van het Spaanse Formule 3-kampioenschap met Roberto Merhi en sloot de races af op de veertiende en zeventiende plaats. Hierna reed Porfesa niet meer in grote internationale kampioenschappen.